# Diaptomus glacialis
Diaptomus glacialis är en kräftdjursart som beskrevs av Lilljeborg in Guerne och Richard 1889. Diaptomus glacialis ingår i släktet Diaptomus och familjen Diaptomidae. Inga underarter finns listade i Catalogue of Life.